# دین‌سالاری
دین‌سالاری یا تئوکراسی (به انگلیسی: Theocracy) به نوعی یکه‌سالاری  از حکومت گفته می‌شود که در آن اصالت به قوانین دینی داده شده است. این کلمه اولین بار توسط فلاویوس ژوزفوس در قرن یک پس از میلاد برای توصیف حکومت دینی یهودیان ابداع شد . فلاویوس ژوزفوس که در ایران بنام یوسف فلاوی نیز شناخته میشود، استدلال می‌کرد که در حالی که انسان در طول تاریخ انواع مختلفی از حکومت را توسعه داده است، اما اکثر آنها را می‌توان در یکی از سه دسته زیر قرار داد: سلطنت ، الیگارشی و دموکراسی.
با این حال، به گفته یوسفوس، حکومت یهودیان منحصر به فرد بود و با هیچ یک از انواع حکومتها همخوانی نداشت و انسانهایی به نمایندگی و بنام خدا بر مردم حکومت میکردند که فلاویوس نام تئوکراسی را بر آن نهاد. بدین ترتیب مذهب غالب، اصلی‌ترین تعیین‌کنندهٔ خط مشی ادارهٔ جامعه در نظام دین‌سالار است. دین‌سالاری در تاریخ اسلام نیز به کرّات ظاهر گردیده است. امروزه نیز جمهوری اسلامی ایران، حکومت افغانستان و حکومت واتیکان نمونه هایی از کشور های جهان هستند که هنوز حکومت آنها تئوکراسی می باشد.

## تاریخچه
واژه تئوکراسی از واژه یونانی θεοκρατία به معنی «حکومت خداوند» ریشه می‌گیرد. تئوکراسی اولین بار توسط یوسف فلاوی در قرن اول میلادی مطرح شد تا ویژگی‌های حکومت یهودیان را مشخص کند. جوزفیوس این چنین استدلال کرد که حکومت یهودیان به دلیل آنکه در هیچ‌کدام از سه نوع دولت شناخته شده یونانی‌ها، یعنی پادشاهی، الیگارشی و دموکراسی جا نمی‌گرفت، منحصر به فرد به حساب می‌آمد، از همین رو یوسف تئوکراسی را به عنوان چهارمین شکل حکومتی که در آن خدا و قوانینش قدرت مطلق هستند تفسیر کرد. تعریف یوسف فلاوی تا قبل از عصر روشنگری کاملاً قابل قبول بود تا زمانی که این اصطلاح شروع به کسب مفاهیم جامع‌تر و به صورت غیرقابل انکاری منفی کرد، به‌خصوص وقتی که مورد تفسیر هگل قرار گرفت.

## حکومت‌های دین‌سالار کنونی

### ایران
در زمان شاهنشاهی هخامنشی، مزدیسنا شامل عبادت رسمی بود. شاهان ایرانی به زرتشتیان پارسا معروف بودند و با قانون زرتشتی به نام اشه حکومت می‌کردند. با این حال کوروش بزرگ که این شاهنشاهی را پایه‌گذاری کرد، از تحمیل دین زرتشتی بر ساکنان سرزمین‌های فتح شده خودداری کرد. مهربانی کوروش با یهودیان به عنوان جرقه‌ای برای نفوذ زرتشتیان بر یهودیت ذکر شده است.
فرانسیس فوکویاما، ایران را به عنوان یک جمهوری دین‌سالار و قانون اساسی آن به عنوان «ترکیبی» از «عناصر دین‌سالاری و دموکراتیک» توصیف کرده است. مانند سایر کشورهای اسلامی، این قوانین مذهبی را حفظ می‌کند و دادگاه‌های دینی نیز دارد که همه جوانب قانون را تفسیر می‌کند. طبق قانون اساسی ایران، «کلیه قوانین و مقررات مدنی، کیفری، مالی، اقتصادی، اداری، فرهنگی، نظامی، سیاسی و … باید بر اساس موازین اسلامی باشد.» فرمانده کل قوا یا رهبر که یک روحانی است توسط مجلس خبرگان رهبری انتخاب می‌شود که صلاحیت نامزدهای انتخابات آن توسط شورای نگهبان قانون اساسی بررسی می‌شود و همچنین نیمی از اعضای شورای نگهبان توسط رهبری و باقی توسط ریاست قوه قضائیه انتخاب می‌شوند. شورای نگهبان قانون اساسی وظیفه دارد که هر قانون تصویب شده در مجلس شورای اسلامی را با قانون اساسی و قوانین شریعت اسلام مطابقت دهد، همچنین موظف است صلاحیت همه نامزدهایی را که جهت شرکت در هر انتخابات (به جز انتخابات شوراهای اسلامی شهر و روستا که در وزارت کشور ثبت نام می‌کنند) را بررسی کند و پس از آن اجازه شرکت در انتخابات را به آن کاندیدا بدهد.
مواردی از قانون اساسی جمهوری اسلامی ایران صراحتاً به اسلامی بودن نظام و قوانین اشاره دارد.
جمهوری اسلامی نامی است که به چندین کشور که به‌طور رسمی توسط قوانین اسلامی اداره می‌شوند، اطلاق می‌شود: از جمله جمهوری‌های اسلامی افغانستان، ایران، پاکستان و موریتانی. پاکستان برای اولین بار این عنوان را طبق قانون اساسی سال ۱۹۵۶ به تصویب رساند. موریتانی آن را در ۲۸ نوامبر ۱۹۵۸ تصویب کرد. ایران آن را پس از انقلاب ۱۹۷۹ ایران که سلسله پهلوی را سرنگون کرد، تصویب کرد. افغانستان پس از سقوط دولت طالبان آن را در سال ۲۰۰۴ تصویب کرد. این کشورها علی‌رغم داشتن نام مشابه، از نظر دولت‌ها و قوانین بسیار متفاوت هستند.
اصطلاح «جمهوری اسلامی» به معنای چندین چیز گوناگون و گاه متناقض است. از نظر برخی رهبران مذهبی مسلمان در خاورمیانه و آفریقا که طرفدار آن هستند، جمهوری اسلامی کشوری است که تحت شکل خاصی از حکومت اسلامی قرار دارد. آن‌ها آن را مصالحه‌ای بین خلافت کاملاً اسلامی و ناسیونالیسم سکولار و جمهوری‌خواهی می‌دانند. در تصور آن‌ها از جمهوری اسلامی، قانون جزایی دولت لازم است تا با برخی یا تمام قوانین شرع سازگار باشد.

### واتیکان
شخص نخست در ادارهٔ واتیکان، پاپ اعظم است که در عالی‌ترین مسند قرار دارد و حق قانون‌گذاری و ادارهٔ دولت برای او محفوظ است.

### کوه آتوس
کوه آتوس شبه‌جزیره‌ای کوهستانی ارتدکس شرقی خودمختار تحت حاکمیت پاتریارک‌نشین جهانی قسطنطنیه در یونان است.

## حکومت‌های دین‌سالار در تاریخ

### مصر باستان
فرعون‌ها در مصر باستان، مرتبه خدایی داشتند و بعضی اشراف مثل کاهنان به فرعون خدمت می‌کردند و عنوان «مستخدم خداوند» را داشتند. کاهنان معابد آئین مذهبی مهم را به نیابت از فرعون که در واقع تنها کسی بود که می‌توانست مستقیماً با خدایان ارتباط برقرار کند، انجام می‌دادند.

### ژاپن
امپراتور از نظر تاریخی به عنوان نوادگان الهه خورشید شینتو آماتراسو مورد احترام قرار می‌گرفت. از طریق این تبار، امپراتور به عنوان یک خدای زنده دیده می‌شد که رهبر عالی مردم ژاپن بود. این وضعیت تنها با اشغال ژاپن پس از پایان جنگ جهانی دوم تغییر کرد، زمانی که امپراتور هیروهیتو مجبور شد اعلام کند که خدای زنده‌ای نیست تا ژاپن دوباره به یک کشور دموکراتیک سازماندهی شود.